# Staryj Wariasz (Baszkortostan)
Staryj Wariasz (ros. Старый Варяш) – wieś (sieło) w Rosji, w Baszkortostanie, w rejonie janaulskim. W 2010 liczyła 285 mieszkańców, głównie Udmurtów.